# Pril Smiley
Pour les articles homonymes, voir Smiley (homonymie).
Pril Smiley, née le 19 mars 1943 à Lake Mohonk (en), est une musicienne américaine, pionnière dans la musique électronique.

## Biographie
Elle entre en 1963 au Columbia Princeton Electronic Music Center tout en effectuant des études au Bennington College, où elle a pour enseignant Henry Brant. Elle assiste également Vladimir Ussachevsky sur la composition de ses morceaux.
En 1967, sa pièce Eclipse est récompensée par un prix au premier concours international de musique électroacoustique organisée par le Dartmouth College, dont le jury était composé de Milton Babbitt, Vladimir Ussachevsky et George Balch Wilson.
Durant sa carrière au Columbia Princeton Electronic Music Center, elle compose une quarantaine de musiques pour le cinéma, le théâtre ou la télévision. À partir du début des années 1980, elle arrête de composer pour se consacrer à l'enseignement et à la direction du Columbia Princeton Electronic Music Center, dont elle se retire en 1995.